# حمزه عدنان
حمزه عدنان (انگلیسی: Hamza Adnan؛ زادهٔ ۸ فوریهٔ ۱۹۹۶) یک ورزشکار است.
از باشگاه‌هایی که در آن بازی کرده‌است می‌توان به تیم ملی فوتبال زیر ۲۳ سال عراق و تیم ملی فوتبال عراق اشاره کرد.
وی همچنین در تیم‌های ملی فوتبال Iraq U-20 Iraq U-23 تیم ملی فوتبال عراق بازی کرده است.